# Burkeville
Burkeville – miasto w Stanach Zjednoczonych, w stanie Wirginia, w hrabstwie Nottoway.